# Richmond, North Yorkshire
Richmond är en stad och en civil parish i North Yorkshire, England. Orten har 8 178 invånare (2001).